# Concepción United Football Club

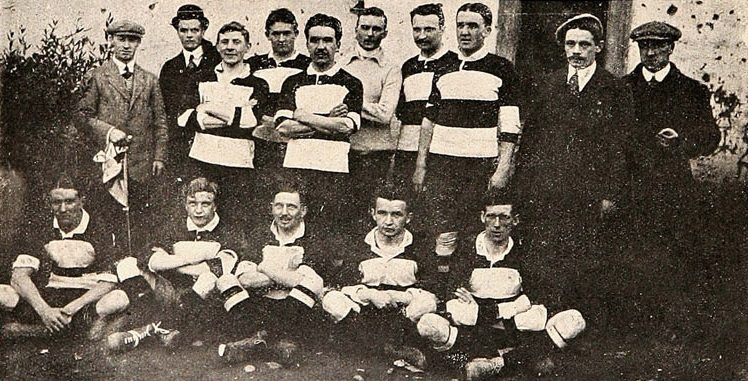
Formación del Concepción United en 1912.

El Concepción United Football Club fue un club de fútbol de Chile, con sede en la ciudad de Concepción. Fue fundado el año 1909 luego de la fusión del Concepción English, formado por componentes de la colonia inglesa, y del Concepción Wanderers, integrado por alumnos del Colegio Americano.
El Concepción United, que agrupó a futbolistas extranjeros y sus descendientes, ingresó a la Asociación de Concepción el mismo año de su fundación. En 1910 logró el campeonato de la Copa Té Ratanpuro, además de derrotar a Santiago National, Santiago Wanderers y empatar con la selección de la Liga Valparaíso, por lo que fue llamado por los cronistas de la época como «equipo invencible», y catalogado como el cuadro hegemónico a nivel local.
En 1911 fue campeón de la Asociación Concepción, y en 1914, por la fuga de jugadores producto del estallido de la Primera Guerra Mundial, y por confrontaciones entre las distintas colonias, tuvo que disolverse.

## Palmarés

### Títulos locales
- Asociación de Fútbol de Concepción (1): 1911
- Copa Té Ratanpuro (1): 1910